# Древние контакты между Китаем и Средиземноморьем

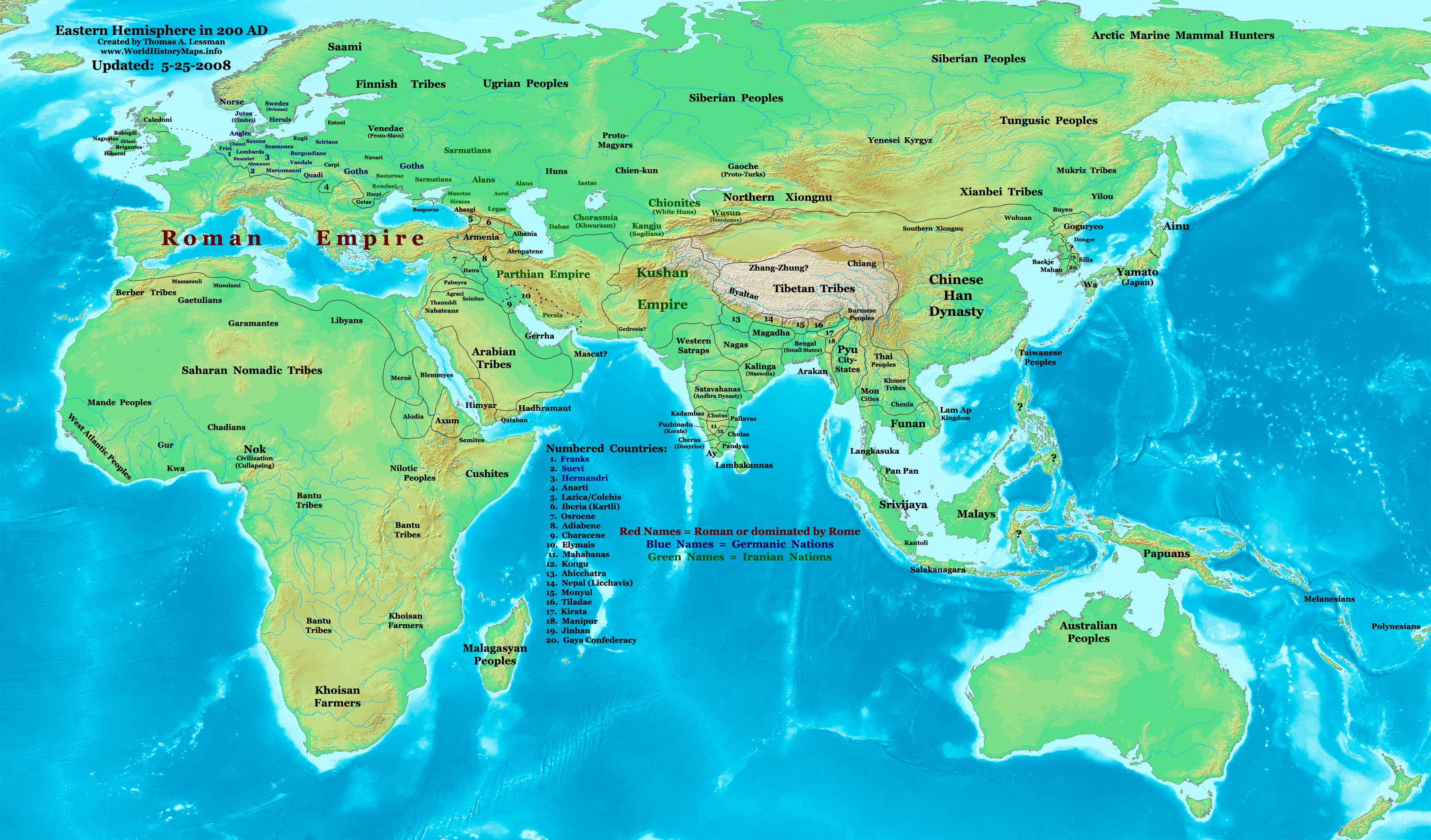
Старый Свет во время контактов Римской и Ханьской империй (около 200 года н. э.)

В I—II веках н. э. Ханьская и Римская империи являлись гегемонами противоположных концов Евразийского материка, однако в силу значительной удалённости сведения друг о друге у них были довольно скудные. Хотя римляне расширяли свои владения на восток (в Передней Азии), а китайцы — на запад (в Центральной Азии), две империи разделяли географические препятствия и такие сильные государства, как Парфия и Кушанское царство.
Китайцы называли Рим (а потом и Византию) Дацинь (кит. 大秦), что значит «Великая Цинь». Римляне называли Китай и китайцев Серес (лат. seres), что значит «шёлковый» или «страна шёлка». Вероятнее всего, это слово происходит от древнекитайского /sjəɡ/ (絲, 丝 — «шёлк»). От этого названия произошло и латинское слово «serica» — «шёлк». О производстве и производителях шёлка пишет, в частности, Плиний Старший в «Естественной истории».

## История контактов

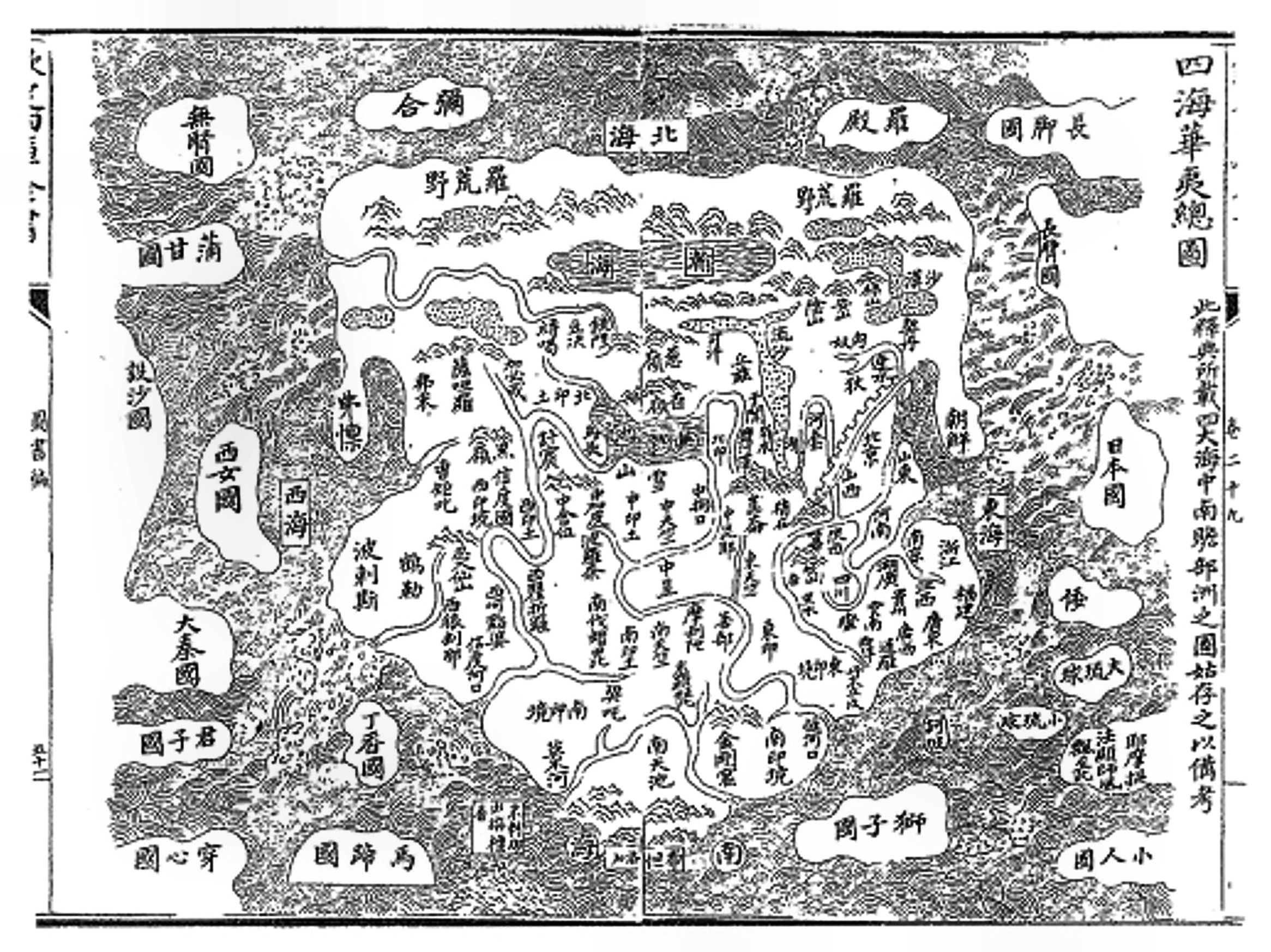
Дацинь (大秦國, в левом нижнем углу) на минской карте (1532)

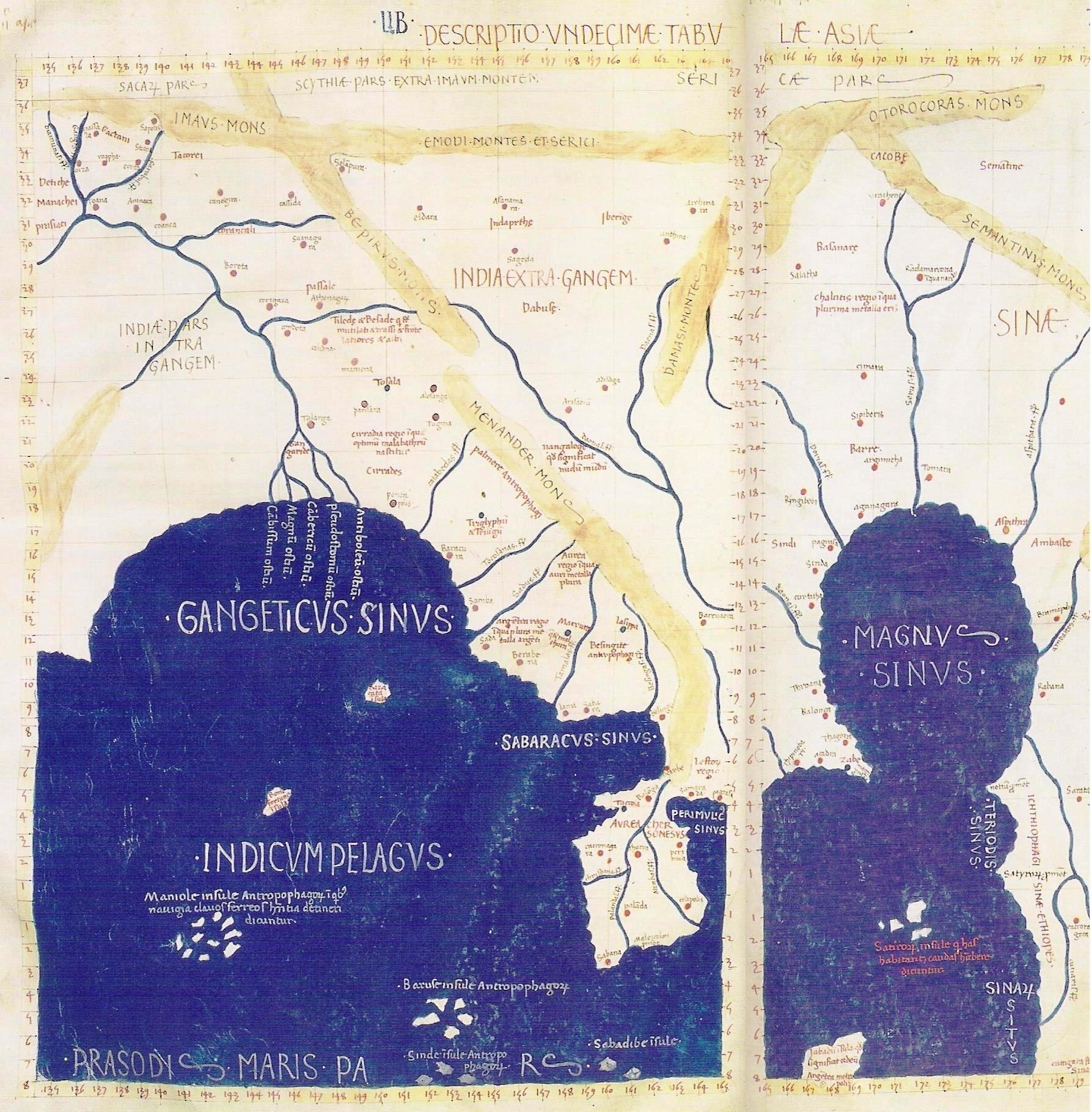
Китай (Sinae, в правом верхнем углу) на карте Птолемея, изданной в 1482 году.

После того, как странствия китайского путешественника Чжан Цяня в Среднюю Азию познакомили его соотечественников с государствами региона, Великий шёлковый путь соединил территории от Китая до Средиземноморья.
Древнейшие сведения о непосредственных контактах Китая с Римом приводит историк Луций Анней Флор. Он сообщает, что ко двору Октавиана Августа прибыло, в числе прочих, посольство из Китая, которое провело в дороге четыре года, и что цвет кожи посланников служил убедительным доказательством того, что живут они под другим небом, нежели римляне.
В I веке н. э. установился морской торговый путь между Европой и Китаем (см. Канал фараонов#Эпоха эллинизма и римский Египет), посредниками на котором выступали ханьские данники Цзяочжи и кхмерская держава Фунань. В подтверждение этого приводят находки древнеримских монет в дельте Меконга (древняя гавань, упомянутая Птолемеем как Каттигара).
По сообщению Плиния, четвёртая часть из 40 000 римских солдат, потерпевших под предводительством Красса страшное поражение от парфян под Каррами, была угнана победителями в Маргиану. По мнению Л. Н. Гумилёва, именно они приняли участие в первой Таласской битве на стороне хуннского шаньюя Чжи-чжи (36 год до н. э.). Впервые эта гипотеза была сформулирована британским синологом Гомером Дабсом. Бань Гу сообщает, что китайцы разбили пехотинцев, построенных «подобно рыбьей чешуе», что может означать построение черепахой, а описание крепости (земляной вал, двойной частокол, сторожевые башни) указывает на влияние не греческой или парфянской, а римской фортификации.
На стенах пещеры Кара-Камар (Узбекистан) были обнаружены надписи, предположительно оставленные бывшими солдатами римского легиона «Аполлинарис» в последней трети I века н. э., а сама пещера могла использоваться как митреум. Это доказывает возможность попадания римлян далеко на Восток в качестве военнопленных.
В 97 году 70-тысячная ханьская армия во главе с Бань Чао, намереваясь наказать тревоживших торговлю по Великому шёлковому пути степняков, перевалила через Тянь-Шань и разорила Среднюю Азию вплоть до Мерва. Генерал Бань Чао, чьи войска на западе дошли до Каспия, направил в Рим посланника по имени Гань Ин. Однако Гань Ин, введённый в заблуждение парфянами относительно продолжительности морского пути в Рим, не продвинулся далее Месопотамии. Хотя Гань Ин, вероятно, не смог достичь Рима, он был, как утверждают исторические источники, тем китайцем, который смог проникнуть на запад дальше своих предшественников. В «Хоу Ханьшу» приведены собранные им сведения о Дацине. Китайцы отмечали размер империи, считая 400 городов и несколько десятков подчинённых государств. Упомянуты каменные стены, почта, обычай белить стены, расшитые одежды, употребление крытых экипажей, любовь к шествиям с музыкой и знамёнами.
Рим описывался как имеющий 100 ли в окружности с пятью дворцами на расстоянии 10 ли друг от друга, колонны описываются сделанными из хрусталя, как и посуда. Упомянуто, что есть чиновник, собирающий обращения к правителю, которые рассматриваются еженедельно. Также речь идёт о производившихся там изделиях и о назначаемости императоров династии Антонинов в эпоху Нервы:

Что касается царя, он не является постоянной фигурой, но является избранным, как наиболее достойный… Люди в этой стране высоки и правильно сложены. Они напоминают китайцев, и поэтому страна называется Да-Цинь… Недра дают много золота, серебра и редких драгоценных камней, включая камни, которые светятся ночью… они вышивают ткани золотыми нитями для гобеленов и парчу разных цветов, и делают одежду окрашенную золотым, а также «выстиранную в огне одежду».

Совет императора состоит из 36 военачальников. Жители прямодушны, не торгуются. В ходу серебряная и золотая монета по курсу 1 к 10. Еда дешева. Парфяне, по сообщению информаторов китайских послов, препятствуют прямому контакту Рима с Хань, поскольку извлекают выгоду из перепродажи шёлка и других товаров. Смутно упомянут северный, пеший путь в Рим через Малую Азию, где якобы есть мост в 100 ли. Впрочем, китайские историки справедливо сомневались в правдивости этих сообщений.
О том, что некоторые морские посольства достигали и самой столицы ханьских императоров, известно из «Хоу Ханьшу», которая упоминает о прибытии послов из Дациня в 166, 226 и 284 годах. Так, в сентябре 166 года в Лоян прибыло посольство, отправленное римским императором "Аньдунь" (кит. 安敦), под которым в китайском источнике мог пониматься либо Антонин Пий, либо, что более вероятно, Марк Аврелий Антонин. Посольство прибыло в Лоян с юга морским путём. В числе подношений императору Хуань-ди были преподнесены характерные предметы из Сомали и прилегающих территорий северо-восточной Африки (изделия из слоновой кости, кости носорога, панцирей биссы), которые были приобретены где-то по дороге, по всей видимости, в Египте.
Благодаря сведениям, получаемым посредством путешествующих по Великому шёлковому пути, китайские историки того времени могли отметить изменения, произошедшие с Римом в эпоху домината и позднее. Так, в «Вэй шу» отмечено, что в Дацинь 5 столиц. Император раз в три года производит объезд страны и принимает жалобы на недостойных чиновников, которых штрафует или отрешает от должности за серьёзный проступок. Из Китая в Дацинь и обратно можно попасть путём через Персию или вокруг Чёрного моря или морским путём с юга.

## ТаниВизантия
Когда в начале VII века с воцарением династий Суй и Тан Китай возобновил дальние зарубежные контакты династии Хань, придворные историки обнаружили, что в Дацинь также произошли крупные изменения, и сменили официальное именование этой дальней страны на Фулинь (拂菻) — Византия. Китайцы считали, что в Фулинь есть 400 крупных городов и войско в 1 млн воинов. Управляет страной царь, который делит свои функции с 12 министрами. Кроме различных чудес и диковинок, описывали водопровод, с помощью которого охлаждали воздух в столице в жаркие дни. Упоминаются искусные врачи, делающие операции на глазах. Дипломатическая связь была установлена в 643 году, когда в Чанъань прибыло посольство из Фулинь.